# Isa TKM (grupo musical)
Isa TKM fue un grupo musical de origen venezolano formado en 2008, basado en la telenovela Isa TKM. Estuvo integrado por los actores de la serie como representantes de sus respectivos personajes: María Gabriela de Faría (Isa), Reinaldo Zavarce (Alex), Milena Torres (Cristina), Micaela Castelotti (Linda) y Willy Martin (Rey). Adrián J. Matos y  Luisa Pacheco corrieron a cargo de las coreografías y producción de sus presentaciones en vivo.
La primera producción discográfica en la que participaron, la banda sonora Isa TKM, fue lanzada en febrero de 2009, debido a la gran popularidad de la serie que transmitía la cadena Nickelodeon a nivel internacional, grabada en Venezuela con actores de ese país. El grupo realizó la gira Ven a Bailar en países como Venezuela, Colombia, México, Argentina, Bolivia, Brasil y los países que conforman Centroamérica. A pesar de su gran popularidad no llegó a países como Bolivia, Uruguay, Chile y Costa Rica. Su segunda producción fue lanzada en noviembre de 2009, llamada Sigo al Corazón, el acompañamiento musical para la secuela Isa TK+, donde se incorporan también Carolina Gaitán (Colombia), y Ricardo Abarca (México).
El gran impacto que provocó la inmensa cantidad de fanes de la serie, sorprendió tanto a los actores, productores y directores, como a toda Venezuela, pues comenzó como una típica telenovela, pero emprendió vuelo en toda América.
Tras el final de Isa TK+ y de su gira en México en mayo de 2010, el grupo se disolvió para continuar con proyectos diversos por separado. En marzo de 2011 se anunció la gira Isa Forever con María Gabriela de Faria, Reinaldo Zavarce y la participación especial de la banda Panorama Express, con la que se anunció la despedida formal de la serie.

## Álbumes de estudio
| Título          | Fecha de lanzamiento | Discográfica |
| --------------- | -------------------- | ------------ |
| Isa TKM         | 16 de abril de 2009  | Sony Music   |
| Sigo al corazón | Noviembre de 2009    | Sony Music   |

## Integrantes del grupo
| Año de integración | Integrante              | Nacionalidad |
| ------------------ | ----------------------- | ------------ |
| 2008-2010          | María Gabriela de Faría | Venezolana   |
| 2008-2010          | Reinaldo Zavarce        | Venezolano   |
| 2008-2010          | Milena Torres           | Venezolana   |
| 2008-2010          | Micaela Castellotti     | Argentina    |
| 2008-2010          | Willy Martin            | Venezolano   |
| 2009-2010          | Carolina Gaitán         | Colombiana   |
| 2009-2010          | Ricardo Abarca          | Mexicano     |

## Giras
Los integrantes del grupo María Gabriela de Faría, Reinaldo "Peche" Zavarce, Willy Martin, Milena Torres, Micaela Castellotti y el animador del show musical en su primera versión Adrián J. Matos quienes realizaron una gira por diversos países Latinoamericanos a partir de marzo de 2009 que incluyó firma de autógrafos, promociones y conciertos:

### Firmas de autógrafos
- Caracas, Venezuela: 7 de marzo de 2009 (firma de autógrafos)
- Bogotá, Colombia: 28 de marzo de 2009 (firma de autógrafos)
- Monterrey, México: 14 de abril de 2009 (firma de autógrafos)
- Guadalajara, México: 15 de abril de 2009 (firma de autógrafos)
- Ciudad de México, México: 17 de abril de 2009 (firma de autógrafos)

### Ven A Bailar Tour
- Caracas, Venezuela: 19 de mayo de 2009 (Concierto)[2]
- Valencia, Venezuela: 24 de mayo de 2009. (Concierto)[3]
- Bogotá, Colombia 6 de junio de 2009. (Concierto)[3]
- Barquisimeto, Venezuela: 27 de junio de 2009 (Concierto)[4]
- Maracaibo, Venezuela: 28 de junio de 2009 (Concierto)[4]
- Puerto Ordaz (Ciudad Guayana), Venezuela: 18 de julio de 2009 (Concierto)[5]
- São Paulo, Brasil: 5 de septiembre de 2009 (Concierto)
- Río de Janeiro, Brasil: 6 de septiembre de 2009 (Concierto)
- Lima, Perú: 21 de noviembre de 2009 (Concierto)[6]
- Bogotá, Colombia 6 de diciembre de 2009
- Bogotá, Colombia: 20 de febrero de 2010 (Concierto)

### Isa Forever Tour
- Minas Gerais: 15 de abril de 2011
- São Paulo: 16 de abril de 2011
- Río de Janeiro: 17 de abril de 2011

### Meus Premios Nick
- Río de Janeiro, Brasil: 3 de septiembre de 2009 Meus Premios Nick Rio 2009[7] (Concierto para Televisión)